# Потехин, Павел Алексеевич
Павел Алексеевич Потехин (1927—2011) — деятель советских спецслужб, генерал-майор госбезопасности. Начальник УКГБ по Тульской области (1976—1987). Почётный гражданин Тульской области (2007).

## Биография
Родился 17 мая 1927 года в деревне Кодыш, Плесецкого района Архангельской области.
С 1943 года в период Великой Отечественной войны П. А. Потехин, в возрасте шестнадцати лет начал свою трудовую деятельность в аппарате уполномоченного Народного комиссариата заготовок СССР по Плесецкому району Архангельской области. С 1944 года П. А. Потехин был призван в ряды Красной армии и направлен на службу в органы госбезопасности НКГБ СССР.
С 1944 по 1959 годы служил в должностях разведчика и оперуполномоченного разведывательной службы УНКГБ по Архангельской области. С 1959 года после окончания Высшей школы КГБ СССР имени Ф. Э. Дзержинского, был назначен заместителем начальника, с 1967 по 1972 годы руководил контрразведывательной службой УКГБ по Архангельской области.
С 1972 по 1976 годы был заместителем начальника, и с 1976 по 1987 годы, в течение одиннадцати лет был — руководителем УКГБ по Тульской области. 12 декабря 1978 года Постановлением Совета Министров СССР П. А. Потехину было присвоено звание генерал-майор госбезопасности. Под руководством П. А. Потехина, УКГБ по Тульской области добилось значительных  результатов по линии контрразведывательной деятельности, уделялось значительное внимание работе по защите государственных и военных секретов на тульских закрытых оборонных объектах.
С 1987 годы вышел на заслуженный отдых, отдав службе в органах госбезопасности более сорока трёх лет. С 1987 по 2011 годы П. А. Потехин занимался общественной 
деятельностью, был членом Тульского регионального отделения Всероссийской общественной организации ветеранов (пенсионеров) войны, труда, Вооруженных сил и правоохранительных органов.
6 сентября 2007 года «за выдающиеся заслуги перед Российской Федерацией и Тульской областью, высокий личный авторитет, многолетний добросовестный труд, большой личный вклад в социально-экономическое развитие Тульской области» П. А. Потехину было присвоено почётное звание — Почётный гражданин Тульской области.
Скончался 16 мая 2011 года похоронен в Москве на Смоленском кладбище. 

## Награды

### Ордена, медали
- Орден Октябрьской революции
- Орден  Трудового Красного Знамени
- Орден Знак Почёта
- Медаль «За отличие в охране государственной границы СССР»
- Медаль «За победу над Германией в Великой Отечественной войне 1941—1945 гг.»
- Медаль «В ознаменование 100-летия со дня рождения Владимира Ильича Ленина»

### Звания
- Почётный гражданин Тульской области (6.09.2007 №50-нг)